# Kad mrtvi zapjevaju (1998.)
Kad mrtvi zapjevaju, hrvatski je dugometražni film iz 1998. godine, u režiji Krste Papića i produkciji Jadran filma i HRT-a. Radnja se vrti oko dva hrvatska imigranta koji se vraćaju u domovinu početkom 1990-ih i njihovim zgodama na putovanju iz Njemačke.